# Blatnik (Kokrica)
Blatnik je potok, ki izvira v bližini naselja Trstenik v mestni občini Kranj ob vznožju Kamniško-Savinjskih Alp. Teče skozi naselja Čadovlje in Hraše pri Preddvoru. Pri naselju Tatinec se izliva v potok Milka, ki nato nadaljuje pot v reko Kokrico.